# Cabanac-et-Villagrains
 Cabanac-et-Villagrains  es una población y comuna francesa, situada en la región de Aquitania, departamento de Gironda, en el distrito de Burdeos y cantón de La Brède.

## Demografía
| 965 | 895 | 808 | 930 | 1123 | 1437 |
| Para los censos de 1962 a 1999 la población legal corresponde a la población sin duplicidades (Fuente: INSEE [Consultar]) |     |     |     |      |      |